# Arkadiusz Bogucki
Arkadiusz Józef Bogucki (ur. 4 czerwca 1979 w Skarżysku-Kamiennej) – polski samorządowiec i nauczyciel, od 2024 prezydent Skarżyska-Kamiennej.

## Życiorys
Ukończył studia historyczne na Akademii Świętokrzyskiej w Kielcach. Kształcił się podyplomowo w zakresie zarządzania zasobami ludzkimi i oświatą oraz mediacji i negocjacji (Wyższa Szkoła Komunikowania, Politologii i Stosunków Międzynarodowych), a także na studiach Executive MBA na Collegium Humanum w Warszawie. W latach 2004–2018 uczył historii i wiedzy o społeczeństwie w szkołach średnich w Skarżysku-Kamiennej. Następnie zajmował stanowiska dyrektora szkół podstawowych w Majdowie (2018–2021) i Szydłowcu (2021–2024). Udzielał się jako mediator, prowadził kursy i wykłady z zakresu mediacji i negocjacji m.in. w Wyższej Szkole Administracji Publicznej w Kielcach.
Działał w Platformie Obywatelskiej, z której został wykluczony. W 2014 kandydował z listy Prawa i Sprawiedliwości do skarżyskiej rady miejskiej, po raz pierwszy wybrany do niej został w 2018. W wyborach samorządowych w 2024 został kandydatem KWW Marka Materka na prezydenta Skarżyska-Kamiennej. W pierwszej turze zdobył 22,26% poparcia, uzyskując drugi najlepszy wynik. W drugiej turze poparło go 65,14% głosujących, tym samym pokonał należącego do Polski 2050 Adama Cioka. Stanowisko objął 7 maja 2024.
Żonaty z Ewą, ma córkę.